# ليه شانون
ليه شانون (بالإنجليزية: Les Shannon)‏ (12 مارس 1926 بليفربول في المملكة المتحدة - 2 ديسمبر 2007 في المملكة المتحدة) هو مدرب كرة قدم ولاعب كرة قدم بريطاني في مركز مهاجم داخلي. شارك مع منتخب إنجلترا لكرة القدم الرديف. أما مع النوادي، فقد لعب مع نادي بيرنلي ونادي ليفربول.

## وصلات خارجية
- ليه شانون على موقع قاعدة بيانات كرة القدم.إي يو (الإنجليزية)
- ليه شانون على موقع عالم كرة القدم.نت (الإنجليزية)